# Hjørring-Løkken-Aabybro Jernbane
Hjørring-Løkken-Aabybro Jernbane (HLA) – eller Løkkenbanen – var en dansk privatbane i Nordjylland 1913-63.

## Historie
Banen var med i den store jernbanelov af 27. maj 1908, og 23. maj 1910 blev der meddelt eneretsbevilling på banen.
Fra starten havde HLA fællesdrift (kontor, direktør og værksteder med personale) med Hjørring-Hørby Jernbane, der også blev åbnet i 1913. De ønskede ikke optagelse på Hjørring Station (DSB), men havde deres egen banegård, Hjørring Vestbanegård. Vodskov-Østervrå Jernbane blev åbnet i 1924 og kom også med i driftsfællesskabet. Det samme gjorde Hirtshalsbanen, der blev åbnet i 1925 og fik endestation på Hjørring Vestbanegård.
De 4 selskaber delte fællesomkostningerne efter deres størrelse, men 1. april 1939 fusionerede de til ét selskab, Hjørring Privatbaner (HP). Herefter gik man i gang med en stor sporomlægning i Hjørring, så de 3 privatbaner blev flyttet fra Vestbanegården til DSB-stationen 3. oktober 1942.

## Strækningsdata
- Åbnet: 4. juli 1913
- Længde: 54,6 km
- Enkeltsporet
- Sporvidde: 1.435 mm
- Skinnevægt: 22,45 kg/m – 24 km spor blev i første halvdel af 1950'erne udskiftet med skinner og sveller fra den nedlagte Vodskov-Østervrå Jernbane
- Maks. stigning: 10 ‰
- Maks. hastighed: 45 km/t, senere 70 km/t
- Nedlagt: 29. september 1963

## Standsningssteder
- Hjørring Vestbanegård i km 0,0 – forbindelse med Hørbybanen og Hirtshalsbanen. Fra 1942 Hjørring Station – desuden forbindelse med Vendsysselbanen.
- Liver Å trinbræt i km 5,0 med korsformet læskærm.
- Sønderlev station i km 6,9 med 85 m læssespor.
- Vennebjerg trinbræt i km 8,9 med læskur.
- Lønstrup station i km 10,8 med 235 m krydsningsspor og 92 m læssespor.
- Nr. Rubjerg trinbræt i km 13,6 fra 1955, i 1961 flyttet til km 12,0.
- Jelstrup station, senere trinbræt i km 14,6 med 54 m læssespor og kvægfold.
- Gjølstrup station i km 17,0 med 205 m krydsningsspor og 93 m læssespor.
- Vittrup station i km 20,0 med 91 m læssespor og kvægfold.
- Skøttrup trinbræt i km 22,0 med korsformet læskærm.
- Løkken station i km 24,9 med 246 m krydsningsspor og 143 m læssespor. Stationsbygningen blev udvidet i 1944.
- Vrensted station i km 30,3 med 185 m krydsningsspor og 92 m læssespor.
- Ingstrup station i km 33,6 med 90 m læssespor.
- Hjermitslev station i km 36,6 med 207 m krydsningsspor og 114 m læssespor.
- Alstrup trinbræt i km 37,9 med korsformet læskærm.
- Saltum station i km 40,2 med 87 m læssespor.
- Rendbæk trinbræt i km 43,3.
- Pandrup station i km 45,5 med 210 m krydsningsspor og 95 m læssespor.
- Kaas station i km 48,7 med 185 m krydsningsspor og 250 m læssespor samt 2,7 km sidespor til Kås Briketfabrik i Lundergård mose.
- Røde Hede trinbræt i km 51,0.
- Ryå station i km 53,1 med afgrening fra Fjerritslev-Frederikshavn Jernbane, som i 1952 anlagde en perron, så der kom forbindelse med Fjerritslev.
- Aabybro station i km 54,6 – forbindelse med Fjerritslev-Frederikshavn Jernbane, som udvidede stationen, så HLA fik fuld optagelse og havde remise, drejeskive, kulgård og masser af sporplads.

### Bevarede stationsbygninger
Stationsbygningerne var tegnet af Sylvius Knutzen. De er alle bevaret undtagen Hjørring Vestbanegård.
- Sønderlev: Skallerupvej 463
- Lønstrup: Kystvejen 6
- Lønstrup ventehal: Perronen 2
- Jelstrup: Alstrupvej 9
- Gjølstrup: Løkkensvej 714
- Vittrup: Trekanten 8
- Løkken: Harald Fischers Vej 8
- Vrensted: Stationsvej 32
- Ingstrup: Gl. Ingstrupvej 59
- Vester Hjermitslev: Krostien 5
- Saltum: Jerriksvej 9
- Pandrup: Torvegade 7
- Kås: Stadionvej 2
- Ryå: Gl. Landevej 154

## Driften
En del tog fra Hjørring og gennemgående tog fra Aalborg havde endestation i Løkken, hvor stationen derfor havde tosporet remise, drejeskive og et stort sporareal. Tog fra Hjørring satte også vogne af i Løkken og hentede dem på tilbageturen, så kun et mindre tog kørte mellem Løkken og Aabybro.
Banen gav et stort opsving i turismen, da det nu var muligt at tage på endagsudflugt til vestkystens badestrande. Der kunne være 20-30 vogne i badetogene fra Hjørring til Lønstrup og fra Aalborg til Løkken. Banen anskaffede til dette formål 16 bænkevogne, dvs. lukkede godsvogne, der kunne forsynes med bænke og fungere som 3. klasses personvogne. I Lønstrup blev der i 1914 opført en stor ventehal af træ til badegæsterne. Hallen blev udenfor badesæsonen brugt til opbevaring af bænkene. Stationen i Lønstrup lå knap 2 km fra stranden, og der var i 1945 planer om at forlænge banen til stranden.
Banen havde kun overskud de første 6 år, hvorefter der kom støt stigende underskud. Frisk fisk fra kystbyerne var den næststørste del af godstransporten, men den største var tørv og briketter fra Kås, især under de to verdenskrige. Da denne produktion ophørte omkring 1960, forsvandt grundlaget for strækningen Aabybro-Løkken. Banens ledelse foreslog at bevare strækningen Hjørring-Løkken, men banens generalforsamling besluttede i 1963 at lukke hele banen.

## Strækninger hvor banetracéet er bevaret
8 km af banens tracé er bevaret og tilgængeligt. Den længste strækning er Åsendrup Banesti på 2 km sydøst for Løkken.
- Nejstvej i Lønstrup er anlagt på tracéet, syd for Østersøvej som markvej
- Åsendrup Banesti går gennem Løkken Golfklub
- Markvej nord for Ingstrup Station
- Fra Pandrup er der banesti til Jetsmark Hallen
- Også fra Kås er der banesti til Jetsmark Hallen
- Jernbanebroen over Mergelsbæk syd for Kås
- Ved Ryå Station var banen sluttet til Nørresundby-Fjerritslev